# Ocimum gratissimum
Il basilico africano (Ocimum gratissimum L. 1753) è una pianta perenne, erbacea appartenente alla famiglia delle Lamiaceae, normalmente coltivata come pianta aromatica. Per il suo caratteristico e marcato profumo, il basilico è utilizzato nella cucina del Sud-est asiatico e venduto su larga scala soprattutto nel Vietnam.

## Distribuzione e habitat
Originario dell'Africa sud-tropicale, è diffuso in Cina, India e in tutto il sud-est asiatico, naturalizzato nella fascia tropicale del Sud America. Cresce spontaneo sulle coste a margine di fiumi o laghi e può essere trovato nella vegetazione della savana o su terreni abbandonati fino a 1500 m s.l.m.; è comunque coltivato in Asia fino ai 300 m s.l.m.

## Etimologia
Il nome deriva dal greco βασιλεύς (basileus, "re") e dal latino basilicum ("regale"), per la grande rilevanza conferita a questa erba. Altre interpretazioni etimologiche legano il nome al basilisco, che si pensava generato, come gli scorpioni ed altri animali velenosi, da questa pianta.

## Storia
L'Ocimum sanctum, detto anche Tulasi (sanscrito) o Tulsi (hindi), è un simbolo importante nelle tradizioni della religione hindu; è considerato una pianta sacra che identifica la sposa di Visnù, Lakshmi, simbolo dell'armonia, della bellezza e dea della fertilità. Poiché secondo tradizione il Tulsi apre le porte del cielo, sul petto delle persone morenti si pone una sua foglia e, dopo la morte, gli si lava il capo con una soluzione composta di semi di lino e basilico santo.  
Viene per questo anche coltivato in giardini e vasi in casa.
Viene distinto in tre varietà:
- Krishna tulsi con foglie che vanno dal verde al violaceo (Ocimum tenuiflorum)
- Shri o ram tulsi con foglie verdi[4]
- Vana tulsi con fiori bianchi e che cresce spesso selvatico ai margini della foresta.

In Indonesia l'Ocimum gratissimum rientra nei cerimoniali di lavaggio dei defunti ed è piantato nei cimiteri.

## Morfologia

### Fusto
Il basilico è una pianta erbacea annuale eretta, con fusto a base quadrangolare, alta da 1 fino a 3 m, molto ramificato, glabro o pubescente, legnoso alla base; spesso l'epidermide si sbuccia a strisce.

### Foglie
Foglie opposte; picciolo lungo 2-4,5 cm, snelle, pubescenti; lamina da ellittica ad ovata lunga 3,5 – 16 cm e larga 1 - 8,5 cm, membranose, ghiandolari, a base cuneata, intera, a margine crenato-dentellato, ad apice acuto, puberulente o pubescenti.

### Fiori
L'inflorescenza è un verticillastro, organizzato in racemo terminale, semplice o ramificato, di lunghezza di 5–30 cm; rachide lasso, morbidamente pubescente; brattee sessili, ovate, lunghe 3–12 mm e larghe 1–7 mm, persistenti, caduche, acuminate; pedicello lungo 1–4 mm, esteso o ascendente, un po' ricurvo; i verticillastri sono formati da 6-10 fiori, piccoli, ermafroditi; calice bilabiato, di lunghezza 2–3 mm (in fruttificazione 5–6 mm), il labbro superiore è pubescente, arrotondato e ricurvo, reflesso nel frutto, il labbro più basso con quattro, stretti, denti aguzzi, la coppia di denti centrali sono molto più brevi di quelli superiori; corolla campanulata, di lunghezza 3,5–5 mm, 2 labbri, bianco-verdastri, la parte esterna è pubescente, il labbro superiore è troncato, 4-cuneato, il labbro più basso è più lungo, declinato, piano, intero, non membranoso; gli stami sono 4, declinati, in 2 accoppiamenti, inseriti sul tubo della corolla, filamenti inseriti distintamente, il paio superiore con un dente pubescente alla base; ovario superiore, consistente di 2 carpelli, ogni 2 celle, tipo bicuneato.

### Semi
Il frutto è diviso in quattro logge più o meno sferiche, asciutto, un seme per ogni loggia chiuso in un calice persistente (il labbro più basso che chiude la bocca del calice fruttifero); le logge sono subglobose, di lunghezza 1,5 mm, rugose, di colore marrone; il pericarpo esterno non diventa mucillaginoso in acqua.

## Moltiplicazione
Viene moltiplicato principalmente per seme. Può essere propagato per talea.

## Corredo genetico
È stato riscontrato un numero diverso di cromosomi, variabile da varietà a varietà. Se ne conoscono 2n = 32, 38, 40, 48, 64.

## Varietà e sottospecie
- Ocimum gratissimum subsp. gratissimum
- Ocimum gratissimum subsp. iringense Ayob. ex A.J.Paton: Presente soprattutto in Tanzania, cresce selvatico nella boscaia, coltivato in terreni non sabbiosi dai 700 ai 1200 m s.l.m.
- var. macrophyllum Briq.: Presente in tutta la fascia tropicale dall'Africa all'Asia, naturalizzato in Sud America. Cresce fino ai 1000 m s.l.m.

## Principi attivi
L'olio essenziale, estratto principalmente dalle foglie e dal fusto, è di colore giallo scuro tendente all'arancio fino al marrone, con sapore caldo un po' astringente e piccante, con un retrogusto di medicinale dolce. Contiene eugenolo, timolo, citrale, cinnamato etile, geraniolo, linalolo. I quantitativi di principi attivi possono variare in base alla posizione geografica e al periodo di raccolta della coltura.

## Usi

### Medicinale
Le preparazioni di piante intere sono utilizzate sia in Africa che in India come stomachitiche e nel trattamento di insolazione, emicrania e riossidazione. I semi hanno proprietà lassative e sono prescritti contro la gonorrea. L'olio essenziale è applicato contro febbre, infiammazioni della gola, orecchie o occhi, dolori di stomaco, diarrea e malattie della pelle.
L'olio essenziale ha numerose proprietà conosciute tradizionalmente, anche se alcune sono state confutate scientificamente, come quella antidiarroica, antinfiammatoria, antelmitica, epatoprotettiva, antibatterica, antidiabetica, fungicida. Sono stati invece riscontrati effetti antitumorali in vitro,.
L'olio essenziale ad alte dosi può essere tossico.

### Alimentare
Le foglie fresche o conservate vengono utilizzate in Thailandia come spezia ed a Sumatra per il tè.

### Insetticida
L'olio essenziale concentrato ha dimostrato di possedere proprietà repellenti e potenzialmente insetticide nei confronti di alcuni insetti, come la Musca domestica.

### Fungicida
L'olio essenziale ha dimostrato di avere un'azione fungicida forte nei confronti di alcuni patogeni funginei quali Sclerotium rolfsii, Rhizoctonia spp. e Alternaria alternata.

## Commercio
Nel mondo la produzione di olio essenziale di Ocimum gratissimum è stimata in 50 ton./anno, quasi tutta assorbita dai paesi produttori.

## Coltivazione
Coltivato principalmente per l'estrazione dell'olio essenziale, è una delle specie di Ocimum più ricche, diffusa in varie parti del mondo.
Viene trapiantato nella zona del delta del fiume di Hong nel nord del Vietnam a febbraio-marzo, nel sud del Vietnam a partire da maggio-agosto. Le piante sono trapiantate con sesto 40 cm x 50 cm. Il momento di raccolta ottimale per la distillazione dell'olio essenziale è quando 3 rami per pianta o il 75% dei rami stanno fiorendo. Nel nord del Vietnam si possono ottenere mediamente 2-3 tagli annui, 4-5 tagli all'anno nel sud del Vietnam. Nel Vietnam l'impianto rimane produttivo per 5-10 anni. La produzione di erba fresca varia da paese a paese e così anche il contenuto di olio essenziale; prove sperimentali indiane hanno ottenuto una resa di 70-75 t/ha ottenendo 400 lt di olio essenziale per due anni di sperimentazione; in Thailandia, con raccolta effettuata ogni 10-12 giorni, sono state ottenute 13 t/ha di erba fresca e 200 lt di olio essenziale.